# Andréi Shuválov
Andréi Mijáilovich Shuválov –en ruso, Андрей Михайлович Шувалов– (Ídritsa, 8 de enero de 1965) es un deportista soviético que compitió en esgrima, especialista en la modalidad de espada.
Participó en dos Juegos Olímpicos de Verano, obteniendo en total tres medallas de  bronce: dos en Seúl 1988, en las pruebas individual y por equipos (junto con Pavel Kolobkov, Vladimir Reznichenko, Mijail Tishko e Igor Tijomirov), y una en Barcelona 1992, por equipos (con Pavel Kolobkov, Serguei Kravchuk, Serguei Kostarev y Valeri Zajarevich).
Ganó siete medallas en el Campeonato Mundial de Esgrima entre los años 1985 y 1991.

## Palmarés internacional
| Representando a la URSS           |                      |                   |                    |
| Juegos Olímpicos                  |                      |                   |                    |
| Año                               | Lugar                | Medalla           | Prueba             |
| 1988                              | Seúl (Corea del Sur) | Medalla de bronce | Espada individual  |
| 1988                              | Seúl (Corea del Sur) | Medalla de bronce | Espada por equipos |
| Campeonato Mundial                |                      |                   |                    |
| Año                               | Lugar                | Medalla           | Prueba             |
| 1985                              | Barcelona (España)   | Medalla de bronce | Espada por equipos |
| 1986                              | Sofía (Bulgaria)     | Medalla de plata  | Espada por equipos |
| 1987                              | Lausana (Suiza)      | Medalla de oro    | Espada por equipos |
| 1987                              | Lausana (Suiza)      | Medalla de plata  | Espada individual  |
| 1990                              | Lyon (Francia)       | Medalla de bronce | Espada por equipos |
| 1991                              | Budapest (Hungría)   | Medalla de oro    | Espada individual  |
| 1991                              | Budapest (Hungría)   | Medalla de oro    | Espada por equipos |
| Representando al Equipo Unificado |                      |                   |                    |
| Juegos Olímpicos                  |                      |                   |                    |
| Año                               | Lugar                | Medalla           | Prueba             |
| 1992                              | Barcelona (España)   | Medalla de bronce | Espada por equipos |